# Gernfilzen-Bannwald
Gernfilzen-Bannwald este o arie protejată (arie de protecție specială avifaunistică — SPA) din Austria întinsă pe o suprafață de 44,22 ha, integral pe uscat.

## Localizare
Centrul sitului Gernfilzen-Bannwald este situat la coordonatele 47°38′44″N 12°35′09″E / 47.6456°N 12.5858°E.

## Înființare
Situl Gernfilzen-Bannwald a fost declarat arie de protecție specială avifaunistică în aprilie 2000 pentru a proteja 8 specii de animale.

## Biodiversitate
Situată în ecoregiunea alpină, aria protejată nu include niciun habitat protejat.
La baza desemnării sitului se află mai multe specii protejate de  păsări (8): cocoșul de mesteacăn (Bonasa bonasia), buha (Bubo bubo), ciocănitoare neagră (Dryocopus martius), ciuvică (Glaucidium passerinum), ciocănitoare de munte (Picoides tridactylus), sitar de pădure (Scolopax rusticola), cocoșul de mesteacăn (Tetrao tetrix tetrix),  cocoș de munte (Tetrao urogallus).
Pe lângă speciile protejate, pe teritoriul sitului au mai fost identificate 3 specii de amfibieni, 1 specie de nevertebrate, 1 specie de reptile.